# Ugar
Ugar (Угар) è un singolo del gruppo russo Serebro e di DJ M.E.G. pubblicato il 18 settembre 2013.

## Il brano
DJ M.E.G. afferma che la canzone si intitola così perché è stato registrato con una "frenesia co-creativa". L'autrice del testo è Olga Seryabkina. Per le Serebro si tratta della prima esperienza di collaborazione con un altro artista.

## Il video
Il video clip è stato registrato il 26 settembre 2013 e diffuso il 22 ottobre.